# Синявець Антерос
Синявець Антерос (Aricia anteros) — вид метеликів родини синявцевих (Lycaenidae).

## Етимологія
Антерос — у давньогрецькій міфології бог взаємного кохання.

## Поширення
Вид поширений у Південно-Східній Європі, Туреччині, Ірані та на Кавказі. В Україні спостерігався на початку XX століття у Миколаївській області та Криму, а у 2005 році виявлений поблизу Маріуполя.

## Опис
Розмах крил 30-34 мм, довжина переднього крила 12-17 мм. У самця крила зверху блакитні, блискучі, з крайовим затемненням шириною близько 2 мм; у самиці крила коричневі з помаранчевими маргінальними лунками. Знизу крила світло-сіро-коричневі. Малюнок нижньої сторони крил контрастний, між четвертою і п'ятою плямами постдискального ряду є біле поле. Бахрома крил строката.

## Спосіб життя
Метелики літають з травня по вересень. Трапляються на різнотравних луках та степових ділянках з присутністю герані. Самиці відкладають яйця по одному на нижню сторону листя кормової рослини.